# Jean Wall
Jean Wall (31 de diciembre de 1899 – 24 de octubre de 1959) fue un actor y director de nacionalidad francesa.
Su verdadero nombre era Jean Salomon Wallenstein, y nació en París, Francia. Fue alumno de Aurélien Lugné-Poë, y se casó en dos ocasiones, una en 1929 con Yvonne Maxime Karsenty, y la segunda en 1949 con Jeanne Gélabert.
Jean Wall falleció en París en 1959 a causa de un ataque al corazón.

## Filmografía
| - 1931: - La Vagabonde, de Solange Bussi - Chair ardente, de René Plaissetty - La Terreur des Batignolles, de Henri-Georges Clouzot - 1932: - La Belle marinière, de Harry Lachmann - 1933: - Mariage à responsabilité limitée, de Jean de Limur - L'Ange gardien, de Jean Choux - 1934: - Mauvaise graine, de Alexander Esway y Billy Wilder - The First Offence / Bad Blood, de Herbert Mason - Nous ne sommes plus des enfants, de Augusto Genina - Amants et Voleurs, de Raymond Bernard - 1936: - Trois, six, neuf, de Raymond Rouleau - 27, rue de la Paix, de Richard Pottier - Les Mariages de Mademoiselle Lévy, de André Hugon - Mister Flow, de Robert Siodmak - 1937: - La Dame de Malacca, de Marc Allégret - 1938: - Durand bijoutier, de Jean Stelli - 1939: - La Loi du nord / La Piste du nord, de Jacques Feyder - 1945: - L'ange qu'on m'a donné, de Jean Choux - La Tentation de Barbizon, de Jean Stelli - Seul dans la nuit, de Christian Stengel - La Part de l'ombre, de Jean Delannoy - Le Bataillon du ciel, de Alexander Esway | - 1946: - Le Beau Voyage, de Louis Cuny - 1947: - Gli uomini sono nemici, de Ettore Giannini - Non coupable, de Henri Decoin - Le Village perdu, de Christian Stengel - 1948: - L'Impeccable Henri, de Carlo Felice Tavano - Bonheur en location - 1949: - Le Roi, de Marc-Gilbert Sauvajon - 1950: - Ma pomme, de Marc-Gilbert Sauvajon - Bille de clown, de Jean Wall - 1952: - C'est arrivé à Paris, de Henri Lavorel y John Berry - 1953: - Raspoutine, de Georges Combret - 1955: - Frou-Frou, de Augusto Genina - An der schönen blauen donau, de Hans Schweikart - 1956: - Mon coquin de père, de Georges Lacombe - 1958: - Un drôle de dimanche, de Marc Allégret - Ascensor para el cadalso, de Louis Malle** Les Grandes Familles, de Denys de La Patellière - Oh que mambo !, de John Berry - 1959: - Secret professionnel, de Raoul André |

## Teatro

### Actor
- 1923: Nocturne basque, de Charles Esquier y Paul Desachy, Teatro des Deux Masques
- 1929: L'Escalier de service, de Georges Oltramare, Teatro Michel
- 1929: Durand, bijoutier, de Léopold Marchand, Teatro Saint-Georges
- 1929: Je t'attendais, de Jacques Natanson, Teatro Michel
- 1931: La Ligne de cœur, de Claude-André Puget, escenografía de Pierre Fresnay, Teatro Michel
- 1932: Amitié de Michel Mourguet, escenografía de Raymond Rouleau, Teatro des Nouveautés
- 1932: Trois et une de Denys Amiel, escenografía de Jacques Baumer, Teatro Saint-Georges
- 1936: Trois...Six...Neuf..., de Michel Duran, escenografía de Jean Wall, Teatro Michel
- 1937: Le Voyage, de Henry Bataille, escenografía de Henry Bernstein, Théâtre du Gymnase Marie-Bell
- 1938: Cavalier seul, de Jean Nohain y Maurice Diamant-Berger, Théâtre du Gymnase Marie-Bell
- 1945: Rebeca, de Daphne du Maurier, escenografía de Jean Wall, Teatro de París
- 1946: Bonne Chance Denis, de Michel Duran, escenografía de Raymond Rouleau, Teatro de l'Œuvre
- 1950: Le Voyage, de Henry Bataille, escenografía de Henri Bernstein, Teatro des Ambassadeurs
- 1951: Tapage nocturne, de Marc-Gilbert Sauvajon, escenografía de Jean Wall, Teatro Edouard VII
- 1953: Félix, de Henri Bernstein, escenografía del autor, Teatro des Célestins
- 1953: Le Coup de grâce, de Joseph Kessel y Maurice Druon, escenografía de Jean Wall, Théâtre du Gymnase Marie-Bell
- 1954: Adorable Julia, de Marc-Gilbert Sauvajon y Guy Bolton a partir de Somerset Maugham, escenografía de Jean Wall, Théâtre du Gymnase Marie-Bell
- 1957: Adorable Julia, de Marc-Gilbert Sauvajon y Guy Bolton a partir de Somerset Maugham, escenografía de Jean Wall, Théâtre du Gymnase Marie-Bell
- 1959: La Collection Dressen, de Harry Kurnitz, adaptación de Marc-Gilbert Sauvajon, escenografía de Jean Wall, Teatro de la Madeleine

### Director
- 1934: Les Amants terribles, de Noël Coward, Teatro Michel
- 1936: Trois...Six...Neuf..., de Michel Duran, Teatro Michel
- 1937: Baignoire B., de Maurice Diamant-Berger, Teatro Marigny
- 1938: Duo, de Paul Géraldy, Teatro Saint-Georges
- 1939: L'Amant de paille, de Marc-Gilbert Sauvajon y André Bost, Teatro Michel
- 1944: Un homme comme les autres, de Armand Salacrou, Teatro Saint-Georges
- 1944: Le Dîner de famille, de Jean Bernard-Luc, Teatro de la Michodière
- 1945: Un ami viendra ce soir, de Yvan Noé y Jacques Companeez, Teatro de París
- 1945: Rebeca, de Daphne du Maurier, adaptación de René Laporte, Teatro de París
- 1945: N'importe comment !, de Noel Coward, Teatro Pigalle
- 1945: Les Jeunes Filles, de Léopold Marchand, Teatro de la Madeleine
- 1946: George et Margaret, de Gerald Savory, escenografía y coadaptación con Marc-Gilbert Sauvajon, Teatro des Nouveautés
- 1946: Valérie, de Eddy Ghilain, Teatro de París
- 1947: Les Enfants d’Édouard, de Frederic Jackson y Roland Bottomley, adaptación de Marc-Gilbert Sauvajon, Teatro de la Madeleine
- 1948: Les Enfants d'Édouard, de Frederic Jackson y Roland Bottomley, adaptación de Marc-Gilbert Sauvajon, Teatro Edouard VII
- 1949: Plume au vent, de Jean Nohain y Claude Pingault, Teatro des Célestins
- 1949: La Galette des Rois, de Roger Ferdinand, Teatro Daunou
- 1950: George et Margaret, de Marc-Gilbert Sauvajon y Jean Wall, Teatro Daunou
- 1950: Chéri, de Colette, Teatro de la Madeleine
- 1950: Ami-ami, de Pierre Barillet y Jean-Pierre Grédy, Teatro Daunou
- 1951: La Seconde, de Colette, Teatro de la Madeleine
- 1951: Tapage nocturne, de Marc-Gilbert Sauvajon, Teatro Edouard VII
- 1952: Le Bon Débarras, de Pierre Barillet y Jean-Pierre Grédy, Teatro Daunou
- 1953: Les Amants terribles, de Noel Coward, Théâtre du Gymnase Marie-Bell
- 1953: Le Coup de grâce, de Joseph Kessel y Maurice Druon, Théâtre du Gymnase Marie-Bell
- 1954: Adorable Julia, de Marc-Gilbert Sauvajon y Guy Bolton a partir de Somerset Maugham, Théâtre du Gymnase Marie-Bell
- 1956: La Plume, de Pierre Barillet y Jean-Pierre Grédy, Teatro Daunou
- 1956: La Profession de Madame Warren, de George Bernard Shaw, Théâtre de l'Athénée
- 1957: Auguste, de Raymond Castans, Teatro des Nouveautés
- 1957: Adorable Julia, de Marc-Gilbert Sauvajon y Guy Bolton a partir de Somerset Maugham, Théâtre du Gymnase Marie-Bell
- 1958: Ami-ami, de Pierre Barillet et Jean-Pierre Grédy, Teatro Antoine
- 1959: Les Choutes, de Pierre Barillet y Jean-Pierre Grédy, Teatro des Nouveautés
- 1959: La Collection Dressen, de Harry Kurnitz, adaptación de Marc-Gilbert Sauvajon, Teatro de la Madeleine
- ?: De passage à Paris, de Michel André, Teatro de París